# Henrietta Wentworth, 6.ª Baronesa Wentworth
Henrietta Maria Wentworth, 6.ª Baronesa Wentworth (11 de agosto de 1660 – 23 de abril de 1686) foi uma nobre britânica, que foi baronesa Wentworth e senhora Despenser como sucessora do pai. Foi amante de Jaime Scott, 1.º Duque de Monmouth, o seguiu no exílio, e com ele permaneceu até sua execução. Após seu retorno ao país natal, continuou solteira, e morreu logo depois.

## Família
Henrietta foi a única filha de Thomas Wentworth, 5.º Barão Wentworth e de Philadelphia Carey.
Os seus avós paternos eram Thomas Wentworth, 1.º Conde de Cleveland e Anne Croftes. Os seus avós maternos eram Sir Ferdinando Carey e Philippa Throckmorton. Ferdinando por sua vez, era neto de Henry Carey, 1.º Barão Hunsdon e de Anne Morgan, Baronesa Hunsdon, sendo que Henry era filho de Maria Bolena, irmã de Ana Bolena, rainha da Inglaterra como a segunda esposa de Henrique VIII.

## Biografia
Henrietta cresceu em Toddington Manor, em Bedfordshire, onde vivia com a mãe. Após a morte do pai, em 1665, a criança tornou-se herdeira aparente do avô paterno, o conde de Cleveland, que além do 5.º barão, tinha duas filhas. Com a morte do pai, Henrietta sucedeu aos títulos subsidiários de 6.ª baronesa Wentworth e de 11.ª senhora Despenser.
Em 1675, Jaime Scott, 1.º Duque de Monmouth, filho ilegítimo de Carlos II de Inglaterra, e marido de Anne Scott, 1.ª Duquesa de Buccleuch, se interessou pela jovem Henrietta, que na época tinha apenas 14 anos. Ele assistiu a jovem baronesa, na peça Mascarada de Calisto, onde ele interpretava o papel de Júpiter, que seduzia Calisto, interpretada pela futura rainha Maria II. O duque de 26 anos já tinha, além da esposa, uma amante, Eleanor Needham.
Cinco anos depois, em 1680, quando tinha cerca de 20 anos, Henrietta se envolveu num escândalo. Ela deveria se casar com Richard Tufton, 5.º Conde de Thanet, porém, o duque de Montmouth também lhe propôs casamento. Logo, no entanto, a mãe de Henrietta a levou de volta para Toddington, porém, Jaime seguiu a jovem até sua residência, em 1683, onde eles passaram a viver juntos abertamente.

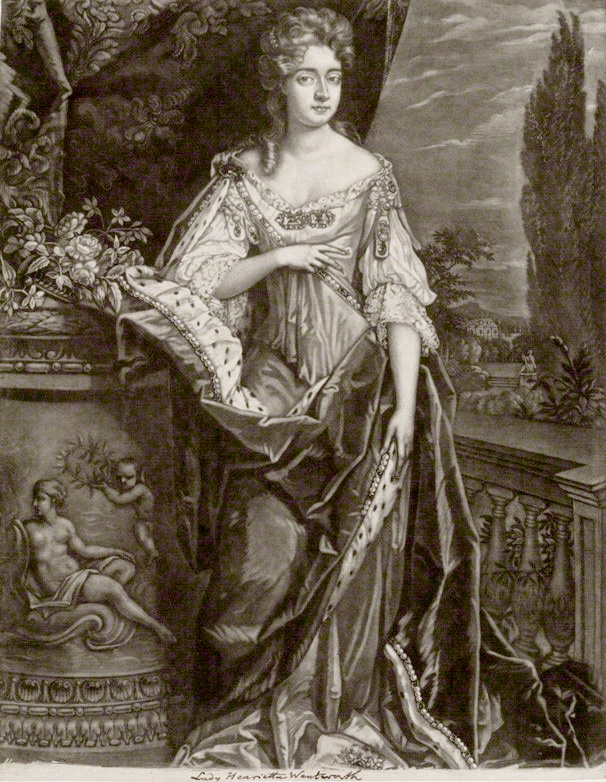
Henrietta na década de 1680 pintada por Robert Williams baseado no original de Godfrey Kneller; o quadro está hoje na National Portrait Gallery, em Londres.

Os dois eram devotados um ao outro, e ele aparentemente não tomou outras amantes. Henrietta foi chamada de "aquela mulher devassa" por John Evelyn em uma passagem de seu diário. Jaime confessou que Henrietta, que era bela, amigável e talentosa, tinha o afastado de uma vida violenta, e que, caso a conexão entre eles fosse legal, nada teria sido mais afortunado para o duque.
Após o duque ser implicado numa conspiração para matar o pai, Carlos II, e o tio, Jaime, Duque de Iorque (futuro rei Jaime II), a baronesa se juntou ao amante em seu exílio na Holanda, onde foram recebidos por Guilherme, Príncipe de Orange e sua esposa, a princesa Maria (futuro Guilherme III como marido de Maria II).
Após a morte de Carlos II, em 1685, Guilherme foi obrigado a expulsar o casal de sua corte, pois o seu sogro, o novo rei Jaime II, não gostou que o seu rival tinha sido tão bem recebido na corte da filha e do genro. O príncipe aconselhou o duque a procurar refúgio no Palatinado ou na Hungria, e ficar fora de problemas. Porém, sem ouvi-lo, Jaime Scott engendrou a Rebelião de Monmouth, a qual foi financiada, parcialmente, pela venda das joias da baronesa Wentworth 
Segundo o autor J.N.P. Watson, em sua biografia sobre o duque de Monmouth intitulada Captain-General and Rebel Chief: The Life of James, Duke of Monmouth, Henrietta teria tido um filho do duque, chamado James Wentworth Smyth Stuart, que foi criado em Paris pelo coronel Smyth, um amigo próximo da família Wentworth.
Após o fracasso da rebelião, o duque foi executado em Tower Hill, na Torre de Londres, porém, morreu sem receber o rito da eucaristia, pois se recusou a reconhecer que o seu relacionamento com Henrietta era pecaminoso. Suas últimas palavras foram sobre a baronesa. Um mês após a execução do amante, que ocorreu em 15 de julho de 1685, a baronesa retornou a Inglaterra.
Henrietta faleceu não muito tempo após sua volta, na data de 23 de abril de 1686, com apenas 25 anos de idade. Foi sepultada na igreja de Toddington, onde foi erigido um monumento no transepto norte a pedido da mãe, Philadelphia. Foi sucedida no título pela tia, Anne Lovelace.

## Na cultura popular
- Henrietta é interpretada por Kay Patrick na série da BBC Two, The First Churchills.